# 達拉斯 (英屬哥倫比亞)
達拉斯（英文：Dallas），是位於加拿大英屬哥倫比亞省甘露市東側的一個社區。根據2011年加拿大人口普查，人口約有4,445人。

## 命名
此地地名自早期擁有此區土地，開墾農耕於甘露市東部的達拉斯·約翰斯頓 (Dallas Johnston, 1887-1964)。隨後於1970年根據「退伍軍人土地法」將土地所有售予政府。

## 地理
達拉斯北鄰南湯普森河，南鄰巴恩哈特維爾（Barnhartvale）且西鄰維利維尤（Valleyview）。全區位於湯普森河谷平原地帶。境內設有達拉斯小學。

## 交通
達拉斯屬於甘露市東部的邊陲地區，主要以英屬哥倫比亞省1號公路、英屬哥倫比亞省97號公路（此處共線）聯絡他地和甘露市區中心。公路北段有加拿大太平洋鐵路沿線經過，並且英屬哥倫比亞省交通運輸甘露市區公車17號路線（蘭斯當轉運站-達拉斯）以此地區為終點站。市區內主要幹道為達拉斯道（Dallas Dr.），聯絡住宅區至公路。

## 資料來源
1. ↑  Population and dwelling counts, for Canada, provinces and territories, and population centres, 2011 and 2006 censuses: British Columbia （页面存档备份，存于）. 加拿大統計局. Retrieved March 17, 2013
2. ↑  https://books.google.com/books?id=9IP4V-Hyt-4C&pg=PA58&lpg=PA58&dq=dallas+kamloops+name+origin&source=bl&ots=UGF4V1PBds&sig=ACfU3U105Upw6-BbJ4ZSst49L7oHc77PGg&hl=en&sa=X&ved=2ahUKEwilz_P14pjpAhXdgnIEHREMC2gQ6AEwDHoECAoQAQ#v=onepage&q=dallas%20kamloops%20name%20origin&f=false